# Epidendrum tetragonioides
Epidendrum tetragonioides är en orkidéart som beskrevs av Eric Hágsater och Dodson. Epidendrum tetragonioides ingår i släktet Epidendrum och familjen orkidéer. Inga underarter finns listade i Catalogue of Life.